# Saint-Sauveur, Hautes-Alpes
Saint-Sauveur là một xã của tỉnh Hautes-Alpes, thuộc vùng Provence-Alpes-Côte d’Azur, đông nam nước Pháp.